# 黃華舜
黃華舜（David Wong），香港公民黨黨員，在香港出生及長大，祖籍廣東省開平市；前觀塘區區議員，於2007年香港區議會選舉出選西貢區議會環保選區落敗，中國基督教播道會播道兒童之家院董會主席。
婚姻狀況： 已婚